# بازی را بکش
بازی را بکش فیلمی ایرانی محصول ۱۴۰۳ به کارگردانی محمدابراهیم عزیزی، تهیه‌کنندگی مصطفی کیایی و نویسندگی لادن شیرمرد و محمدابراهیم عزیزی است.

## خلاصه فیلم
فیلم بازی را بکش بر اساس یک داستان واقعی ساخته شده و در خلاصه داستان آن آمده است: «موسی، از پیشکسوتان فوتبال، برادرش را در یک سانحه ورزشی از دست می‌دهد. او در مسیر کشف راز مرگ برادرش با حقایق عجیبی روبه‌رو می‌شود…»

## بازیگران
- محسن کیایی
- هدی زین‌العابدین
- پوریا رحیمی‌سام
- محمد بحرانی
- متین حیدری‌نیا
- حدیث بیابانگرد
- سودابه جعفرزاده
- مهرداد بخشی
- فرح‌روز دواتگر
- بهرام نوری